# Schweizerzeit
Schweizerzeit est un journal bi-hebdomadaire suisse allemand de tendance conservatrice et souverainiste fondé par l'homme politique Ulrich Schlüer.

## Collaborateurs[1]
- Hans Kaufmann
- Hermann Lei
- Luzi Stamm
- Thomas Fuchs (homme politique), rédacteur[2]